# Thomas I. (Konstantinopel)
Thomas I., griechisch Πατριάρχης Θωμάς war Patriarch von Konstantinopel (607–610). Er wird in der orthodoxen Kirche als Heiliger verehrt. Sein Gedenktag ist der 21. März.

## Leben
Thomas war Diakon, dann Sakellarios in der Hagia Sophia in Konstantinopel. Am 21. Oktober 607 wurde er zum Patriarchen von Konstantinopel eingesetzt. 610 starb er.